# Sauðárkrókur
Sauðárkrókur ([ˈsøyːðaur̥ˌkʰrouːkʏr̥]) es un ciudad localizada en el municipio de Skagafjörður sobre la costa suroeste del fiordo homónimo al norte Islandia.

## Etimología
Sauðárkrókur obtuvo su nombre del arroyo homónimo que corre a través de la región. Cuyo nombre es «Sauðá» y el nombre Sauðárkrókur indica que esta es la costa donde el arroyo se encuentra con el océano Ártico.

## Historia

### Primeros asentamientos
Islandia fue colonizada a fines de los años 800, en su mayoría por los vikingos escandinavos. La región Skagafjörður tenido muchos colonos, que dividen la tierra de acuerdo a las normas comúnmente reconocidas funcionales. El terreno donde se encuentra Sauðárkrókur fue tomada por primera vez por el vikingo Sæmundr Suðureyski ("Saemundur de las islas del sur").
Islas del Sur es el nombre que los vikingos dieron a las islas Hébridas de la costa de Escocia, pero como él estaba marcando su tierra otro vikingo, llamado Skefill, que con éxito robó la tierra donde la parte más antigua de la ciudad es hoy en día. Estos pobladores no construyeron en Sauðárkrókur. Sus hogares, y el sitio actual de la ciudad no se liquidó hasta unos 1000 años más tarde.

### Mercado y comerciantes
Atracar los barcos en el muelle de Skagafjörður no fue una tarea fácil para los navegantes y comerciantes. Pocos puertos naturales se encuentran, sobre todo en la costa oeste del fiordo, y la mayoría de los comerciantes atracan en los puestos comerciales de Hofsós, Grafarós y Kolkuós, en la costa este del fiordo.
Durante el monopolio danés (1602-1787) el único permitido fue Hofsós, puesto comercial en Skagafjörður. En ese momento Héraðsvötn, el río era un gran obstáculo para los que viven en el lado oeste del fiordo, y muchas personas perdieron sus vidas cruzando el río para llegar al mercado.
A medida que la población en el lado oeste del valle creció, también lo hizo la necesidad de un mercado accesible; y varias veces intentaron los corsarios probar suerte por el comercio ilegal de sus barcos por la orilla del Sauðárkrókur. En 1858 se convirtió en Sauðárkrókur un puesto comercial permitido, y los comerciantes se les permitió el comercio de sus naves.

### Primeros habitantes
En 1871 el primer asentamiento real en Sauðárkrókur se llevó a cabo. El herrero Árni Árnason, con su esposa Sigríður Eggertsdóttir y varios hijos, se instalaron allí en herrerías para la prestación de servicios a la comunidad agrícola que crece en esta región próspera. La pareja también decidió vender bebidas y servicios durante la noche; esta parte de la empresa creció rápidamente y Árni ganó un nuevo apodo, "Árni Vert" o "Arni posaderos".
En 1873 el primer comerciante instaló en Sauðárkrókur. El tendero Erlendur Hallsson construyó la segunda casa aquí, la negociación de su sala de estar. En 1900 alrededor de 400 habitantes vivían aquí, y la solución fue evolucionando en un pueblo totalmente formado con el hospital, la escuela y la iglesia.
Los derechos y privilegios de una ciudad (kaupstaðurréttindi) fueron otorgados el 24 de mayo de 1947.

## Demografía
| Gráfica de evolución de Sauðárkrókur entre 1901 y |
|                                                   |
| Fuente: Íslensk Samtíð.                           |

## Cultura

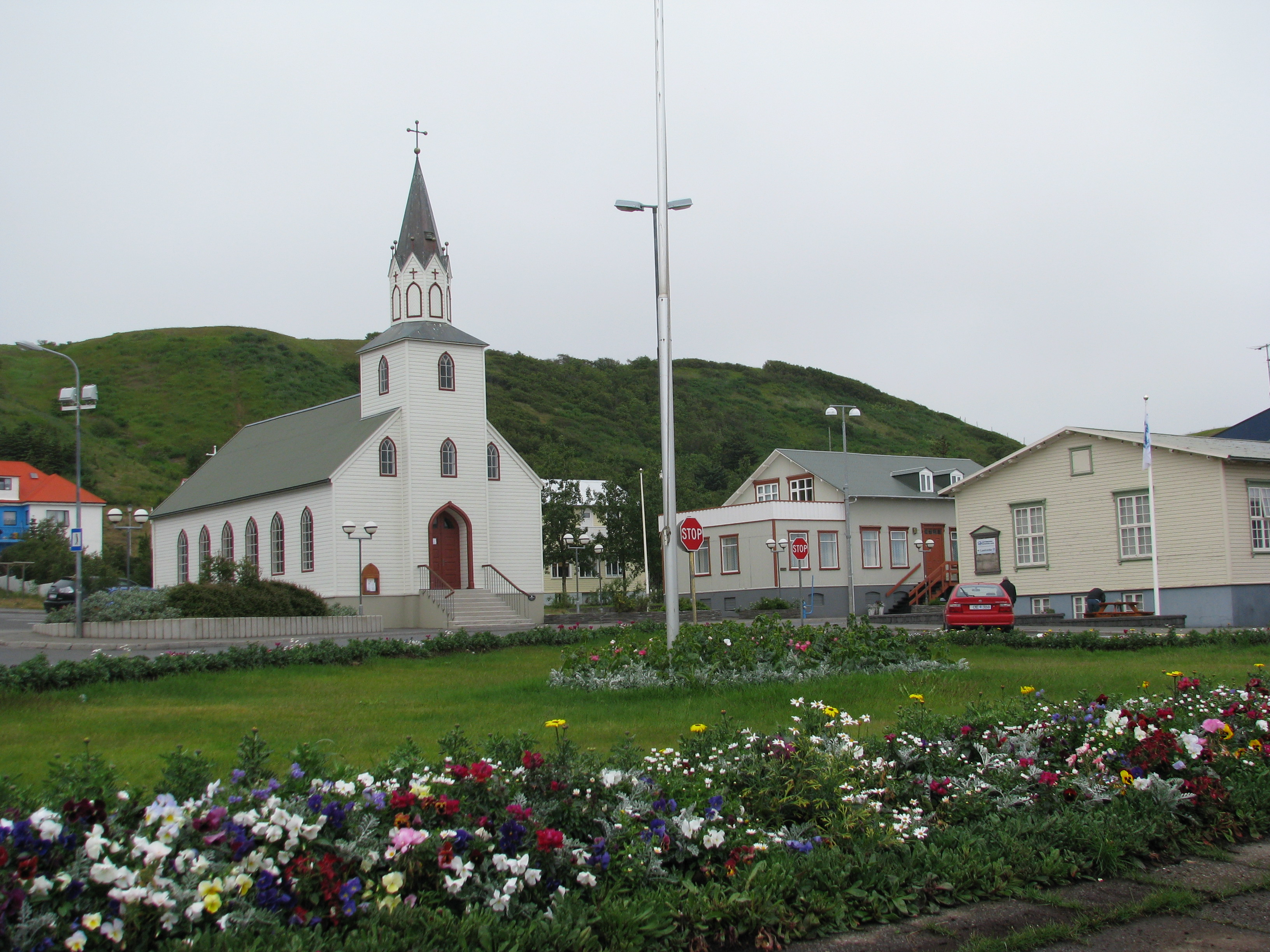
Iglesia de 1892

El Museo Minjahús alberga a la más antigua máquina de coser de 1857 de Islandia, así como una gran colección de otros artículos para el hogar, instrumentos musicales y herramientas. En la ciudad se encuentra la escultura de un caballo islandés, y otra de Ragnar Kjartansson un artista oriundo de este país.
Se destacan algunas de las viejas casas.
La iglesia de madera Sauðárkrókskirkja data del año 1892 y cuenta con un retablo conocido y creado por el artista danés Anker Lund (1840-1922) en 1895. La iglesia fue ampliada en 1958 hacia el este y en 1990 hacia el oeste.
En el sur, en el camino a Varmahlíð, y el museo Glaumbær.

## Economía
Sauðárkrókur es el centro de servicios de la región de Skagafjörður. Los sectores más importantes de la ciudad son la pesca, el comercio y la industria. Además de las plantas de procesamiento de pescado y cangrejos, así como productos lácteos, hay una multitud de pequeñas empresas, incluida una fábrica de lana mineral.
La zona es conocida como la meca del caballo islandés, porque en ninguna parte de Islandia hay tantos criadores de caballos como allí.

## Clima
Sauðárkrókur tiene un leve clima subartico (Köppen: Dfc) bordeando el de tundra (ET). Las temperaturas medias durante todo el año en Sauðárkrókur son de aproximadamente 3.1 °C (37.5 °F), con una media de las bajas temperaturas de alrededor de -5 °C en los meses más fríos del año (enero-febrero).
Al estar en el Atlántico Norte, la región sufre bastante viento. De hecho Sauðárkrókur es reconocido por un viento estacionario que se produce durante los días calurosos de verano. Sin embargo las fuertes tormentas son inusuales. La velocidad media del viento en la ciudad de Sauðárkrókur es de 6.7 m/s. con la dirección del viento de Norte a Sur y Suroeste.
La precipitación media anual es de unos 514 mm (20 pulgadas) distribuidos de manera bastante uniforme durante el año, aunque la primavera y principios del verano parece ser la estación más seca.

## Transporte
La zona de la ciudad y la vecina fue servida por el aeropuerto de Sauðárkrókur, inaugurado en 1976 y cerrado en 2018. Las rutas Hringvegur 1 y la Sauðárkróksbraut 75 conectan Sauðárkrókur con Varmahlíð.

## Deportes
La ciudad cuenta con una piscina pública y con un estadio, el Sauðárkróksvöllur, construido en el año 2004. El club deportivo local es UMF Tindastóll. Muchos excursionistas visitan el bosque Litli skógur en el oeste de la ciudad donde, en el valle Sauðárgil, se ubica una antigua piscina pública construida en 1911 y renovada hace algunos años.

## Personas destacadas
- Sigurlaugur Elíasson (1957) — pintor y poeta.
- Eyjólfur Sverrisson (1968) — jugador y entrenador del equipo nacional de fútbol.

## Galería

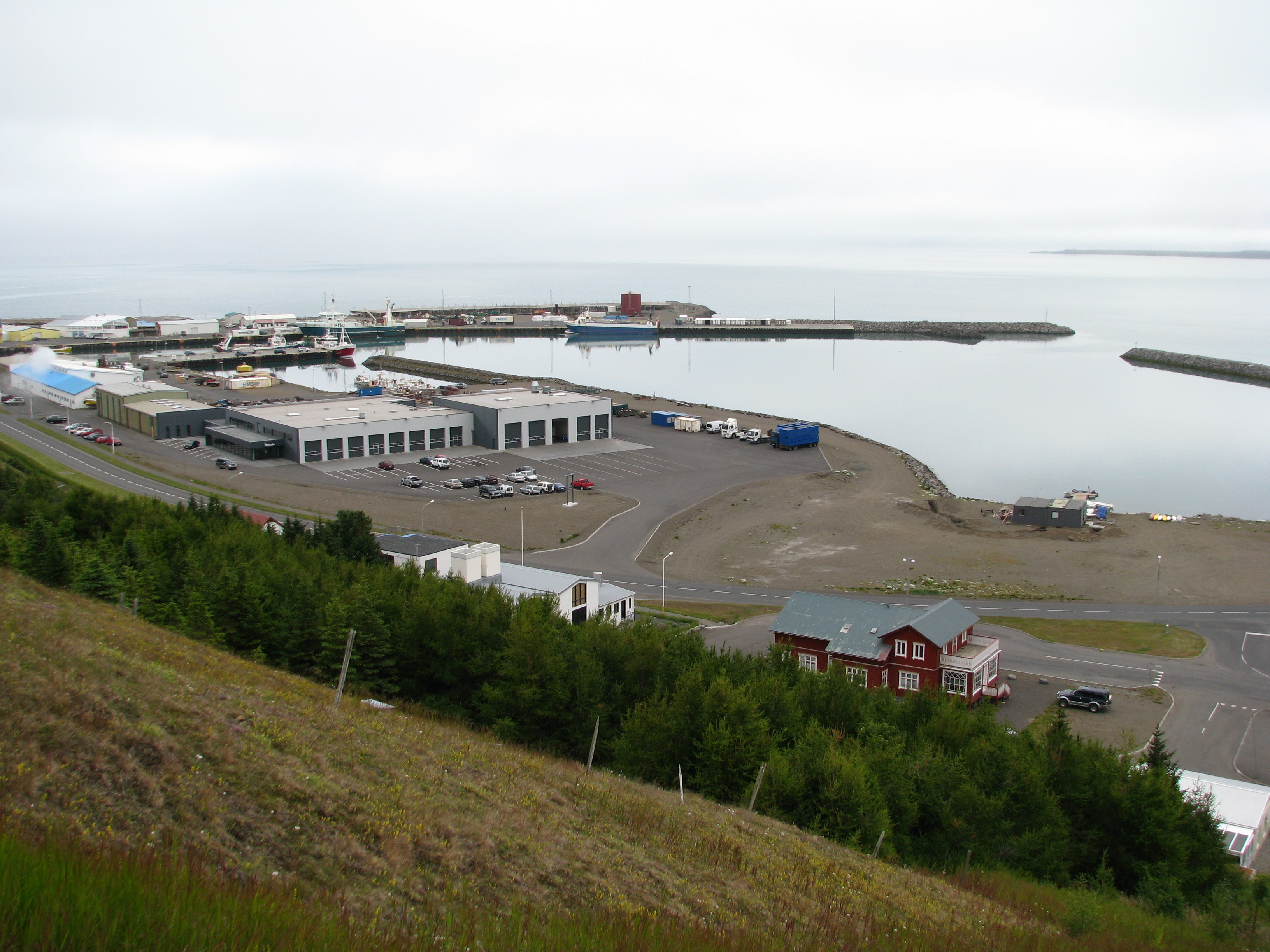
Sauðárkrókur
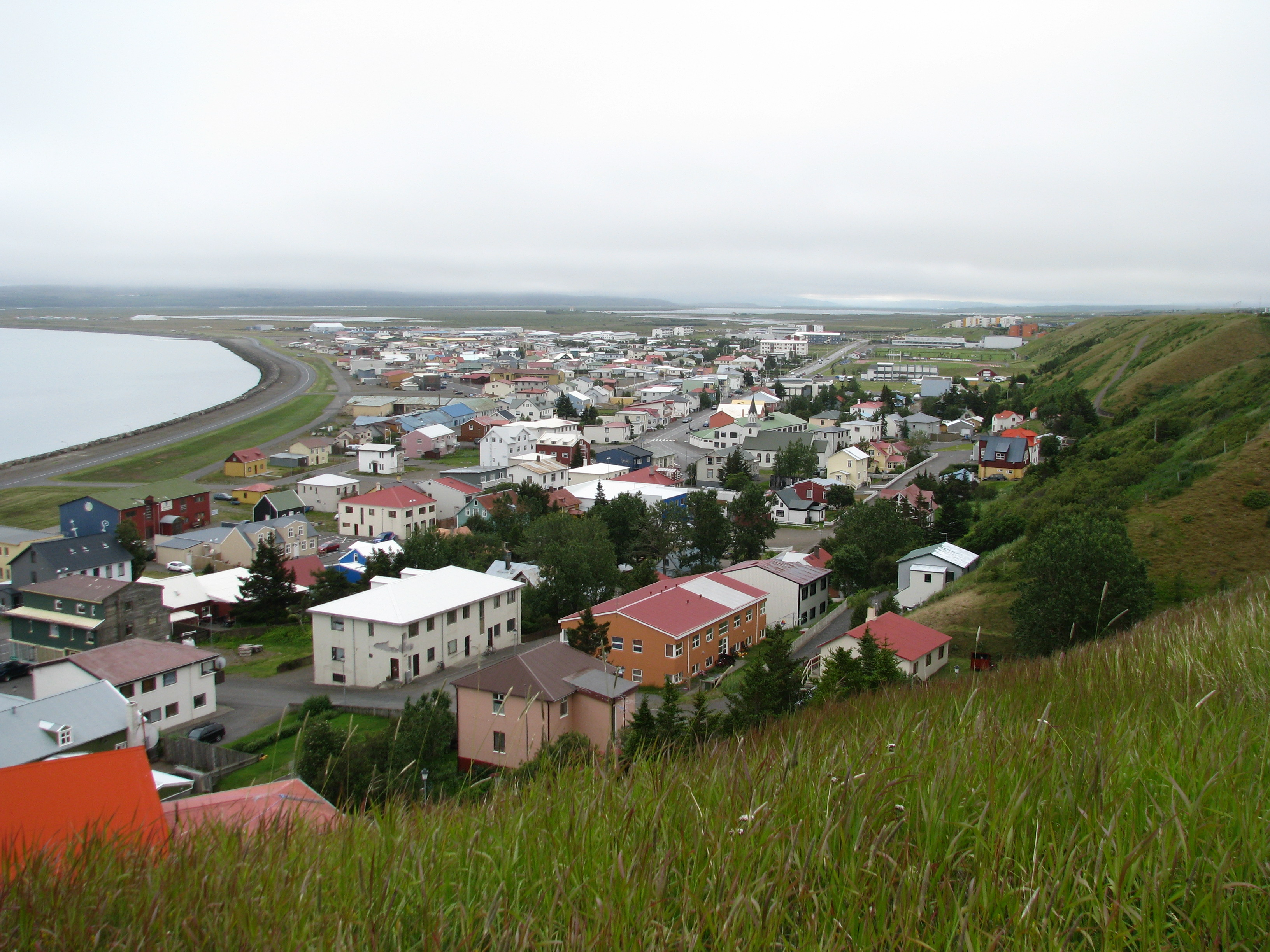
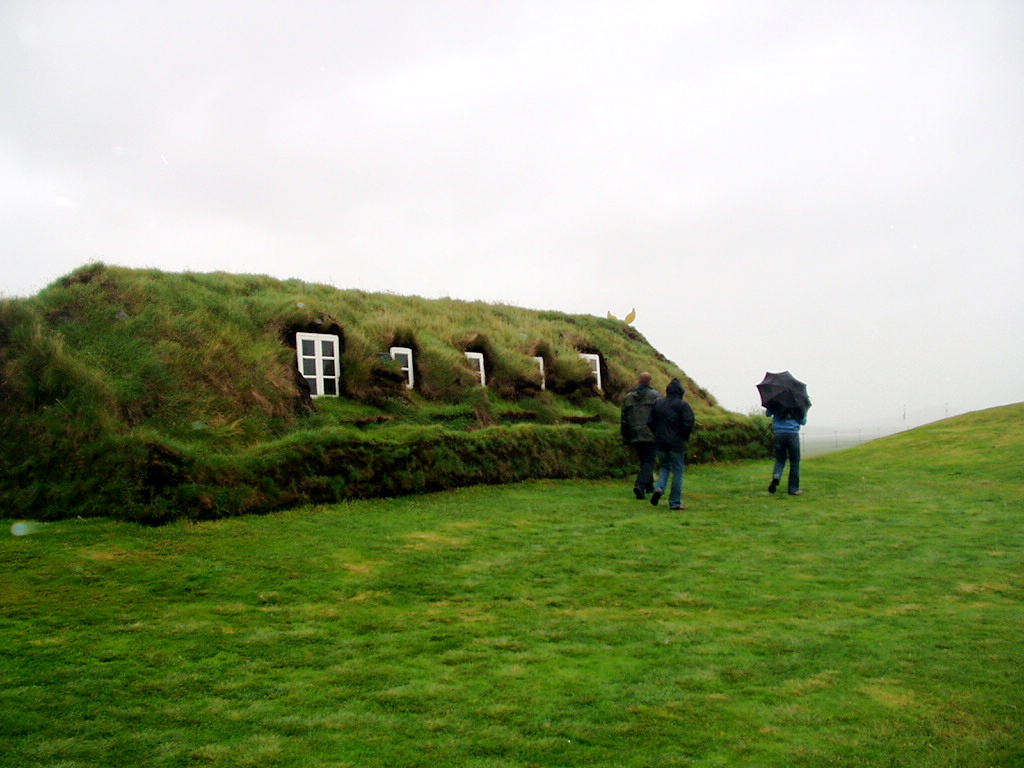
Museo Glaumbær
Skargarfjörður desde la ruta 75